# آسائو سانو
آسائو سانو (انگلیسی: Asao Sano؛ زادهٔ ۱۳ اوت ۱۹۲۵) هنرپیشه اهل ژاپن است.
از فیلم‌ها یا مجموعه‌های تلویزیونی که وی در آن‌ها نقش داشته‌است، می‌توان به رودخانه سیاه، آتش در دشت، حادثه، خاکسپاری، کازه تو کومو تو نیجی تو و میتو کومون اشاره نمود.